# Coupe du Liechtenstein de football 2023-2024
Navigation
Édition précédente Édition suivante
La coupe du Liechtenstein de football 2023-2024  est la 79e édition de la Coupe nationale de football, la seule compétition nationale du pays en l'absence de championnat. Le vainqueur de la compétition se qualifie pour le deuxième tour de qualification de la Ligue Conférence 2024-2025. Elle débute le 11 août 2023 et se conclut le 8 mai 2024. Les sept équipes premières du pays ainsi que plusieurs équipes réserves de ces clubs, soit dix-sept équipes au total, s'affrontent dans des tours à élimination directe.
L'ensemble des équipes entre en lice dès le premier tour, en huitièmes de finale, sauf les équipes III. De plus, jusqu'en demi-finale incluse, c'est l'équipe de la plus petite division qui joue à domicile.

## Tour de qualification
Un tirage au sort a lieu pour déterminer, parmi les trois équipes III engagées, laquelle est exemptée. C'est donc l'USV Eschen/Mauren III qui est exempté de ce tour. Les deux autres s'affrontent pour tenter de se qualifier pour les huitièmes de finale.
| Date         | Équipe 1       | Résultat | Équipe 2     |
| ------------ | -------------- | -------- | ------------ |
| 11 août 2023 | FC Triesen III | 0 - 3    | FC Vaduz III |

## Huitièmes de finale
Les équipes premières demi-finalistes de la dernière édition, le FC Vaduz, le FC Balzers et l'USV Eschen/Mauren, sont têtes de série et ne peuvent pas s'affronter en huitièmes de finale.
| Date              | Équipe 1             | Résultat        | Équipe 2              |
| ----------------- | -------------------- | --------------- | --------------------- |
| 22 août 2023      | FC Ruggell           | 1 - 8           | FC Vaduz              |
| 22 août 2023      | FC Schaan            | 1 - 2           | USV Eschen/Mauren     |
| 22 août 2023      | USV Eschen/Mauren II | 1 - 2 ap        | FC Triesen            |
| 22 août 2023      | FC Triesen II        | 0 - 8           | FC Triesenberg        |
| 23 août 2023      | FC Vaduz II          | 0 - 1           | FC Balzers            |
| 23 août 2023      | FC Schaan II         | 6 - 1           | FC Triesenberg II     |
| 29 août 2023      | FC Ruggell II        | 2 - 0           | FC Balzers II         |
| 15 septembre 2023 | FC Vaduz III         | 2 - 2 5 - 4 tab | USV Eschen/Mauren III |

## Quarts de finale
Les quarts de finale ont lieu les 24 et 25 octobre 2023.
| Date            | Équipe 1          | Résultat | Équipe 2       |
| --------------- | ----------------- | -------- | -------------- |
| 24 octobre 2023 | FC Ruggell II     | 1 - 2    | FC Triesenberg |
| 24 octobre 2023 | FC Vaduz III      | 1 - 6    | FC Balzers     |
| 24 octobre 2023 | FC Schaan II      | 1 - 4    | FC Triesen     |
| 25 octobre 2023 | USV Eschen/Mauren | 1 - 2 ap | FC Vaduz       |

## Demi-finales
Les demi-finales ont lieu le 9 avril 2024.
| Date         | Équipe 1       | Résultat | Équipe 2   |
| ------------ | -------------- | -------- | ---------- |
| 9 avril 2024 | FC Balzers     | 0 - 5    | FC Vaduz   |
| 9 avril 2024 | FC Triesenberg | 2 - 0    | FC Triesen |

## Finale
La finale est jouée le mercredi 8 mai 2024, au Rheinpark Stadion de Vaduz.
| 8 mai 2024 | FC Vaduz                                       | 5 - 0   | FC Triesenberg | Rheinpark Stadion, Vaduz |  |
|            | Theo Golliard 3e 32e · Dejan Djokic 9e 58e 88e | (3 - 0) |                |                          |  |